# Anlageuniversum
Das Anlageuniversum (englisch investment universe) beschreibt den Umfang sämtlicher Investitionsmöglichkeiten, aus denen ein Portfolioverwalter (zum Beispiel ein Fondsmanager) bei seiner Investitionsentscheidung auswählen kann. Wichtig ist der Begriff unter anderem beim Portfoliomanagement.

## Definition und begriffliche Verwendung

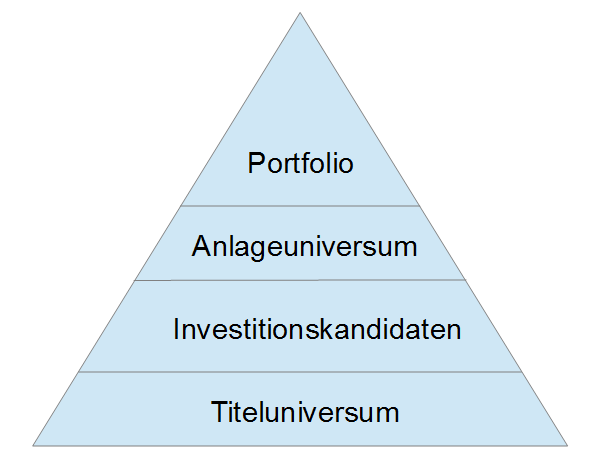
Anlageuniversum

Eine Legaldefinition des Begriffes existiert nicht. Der Begriff wird regelmäßig im Zusammenhang mit Investitionsentscheidungen im Rahmen der Portfolioselektion und des Portfoliomanagements verwendet. Der Portfoliobegriff ist hier weit zu sehen. Aufgrund der theoretischen Voraussetzungen der Portfoliotheorie und den Annahmen hinsichtlich eines vollkommenen Marktes, sind regelmäßig handelbare Investitionsgüter in der Praxis relevant und daher auch Gegenstand wissenschaftlicher Untersuchung. Der Anlagehorizont beschreibt jedoch grundsätzlich nicht nur handelbare Anlageformen, sondern ist anzuwenden auf sämtliche Anlageklassen. Das bedeutet, dass Einschränkungen weder hinsichtlich bestimmter Anlageformen noch auf Anlageklassen bestehen. Auch die Verfügbarkeit und die Fungibilität, wie z. B. die Zulassung an einem geregelten Markt, ist kein Ausschlusskriterium – auch wenn meistens börsengehandelte Anlageklassen im Fokus stehen.

## Sachliche Einordnung
Das Anlageuniversum ist Bestandteil der Portfolioselektion. Ausgehend vom Titeluniversum, das heißt von sämtlichen verfügbaren Investitionsmöglichkeiten, wird eine erste generelle Selektion vorgenommen. Die Selektion bzw. Reduktion der Kandidaten aus dem Titeluniversum kann durch verschiedene Verfahren erfolgen, z. B. Best-in-class, Negative Selection, Positive Selection. Ziel sämtlicher Verfahren ist es geeignete Titelkandidaten zu definieren.
Üblich ist die Selektion anhand eines oder mehrerer Indizes, beispielsweise DAX oder MSCI World. Jedoch kann auch eine Auswahl über Branchen erfolgen oder über ethische, ökologische und soziale Kriterien wie den UN Principles for Responsible Investment.
Als Nächstes werden die Titelkandidaten einer ausführlichen finanziellen Analyse unterzogen. Es werden ausschließlich Titel in das Anlageuniversum aufgenommen, wenn diese über eine positive Prognose bezüglich ihrer Wertentwicklung verfügen.
Das Anlageuniversum ist thematisch eng verknüpft mit der Anlegeranalyse als Teil des Portfoliomanagementprozesses. Die Strukturierung des Anlageuniversums orientiert sich somit stets eng an den Anlagepräferenzen der (potenziellen) Investoren.
Nach Festlegung des Anlageuniversums erfolgt im Anschluss die Portfoliostrukturierung (auch Anlageallokation genannt).